# Onychodactylus japonicus
Espèce
Synonymes
- Salamandra japonica Houttuyn, 1782
- Lacerta thunbergii Donndorff, 1798
- Molge striata Merrem, 1820
- Salamandra unguiculata Temminck & Schlegel, 1838
- Onychodactylus schlegeli Tschudi, 1838

Statut de conservation UICN

 LC  : Préoccupation mineure
Onychodactylus japonicus est une espèce d'urodèles de la famille des Hynobiidae.

## Répartition
Cette espèce est endémique de Honshū au Japon. Elle se rencontre dans les deux-tiers Sud de l'île.

## Étymologie
Son nom d'espèce lui a été donné en référence au lieu de sa découverte, le Japon.

## Publication originale
- Houttuyn, 1782 : Het onderscheidt der Salamanderen van de Haagdissen in't algemeen, en van de Gekkoos in't byzone aangetoond. Nieuwe Verhandelingen van het Zeeuwsch Genootschap der Wetenschappen, vol. 9, p. 305-336 (texte intégral).